# ناو هواپیمابر شاندونگ
ناو هواپیمابر تایپ ۰۰۱ای (به انگلیسی: Type 001A aircraft carrier) یک ناو هواپیمابر چینی است که در ۲۶ آوریل ۲۰۱۷ برای نیروی دریایی ارتش آزادی‌بخش خلق چین (پی‌ال‌آان PLAN) راه اندازی شد. این دومین ناو هواپیمابر این کشور پس از اتمام ناو هواپیمابر لیائونینگ (که آن هم یک ناو هواپیمابر نوع ۰۰۱ بود) است، و نیز نخستین ناو هواپیمابری است که در داخل چین ساخته شده‌است. نام این ناو هنوز گزارش نشده‌است.

## ساخت و ساز

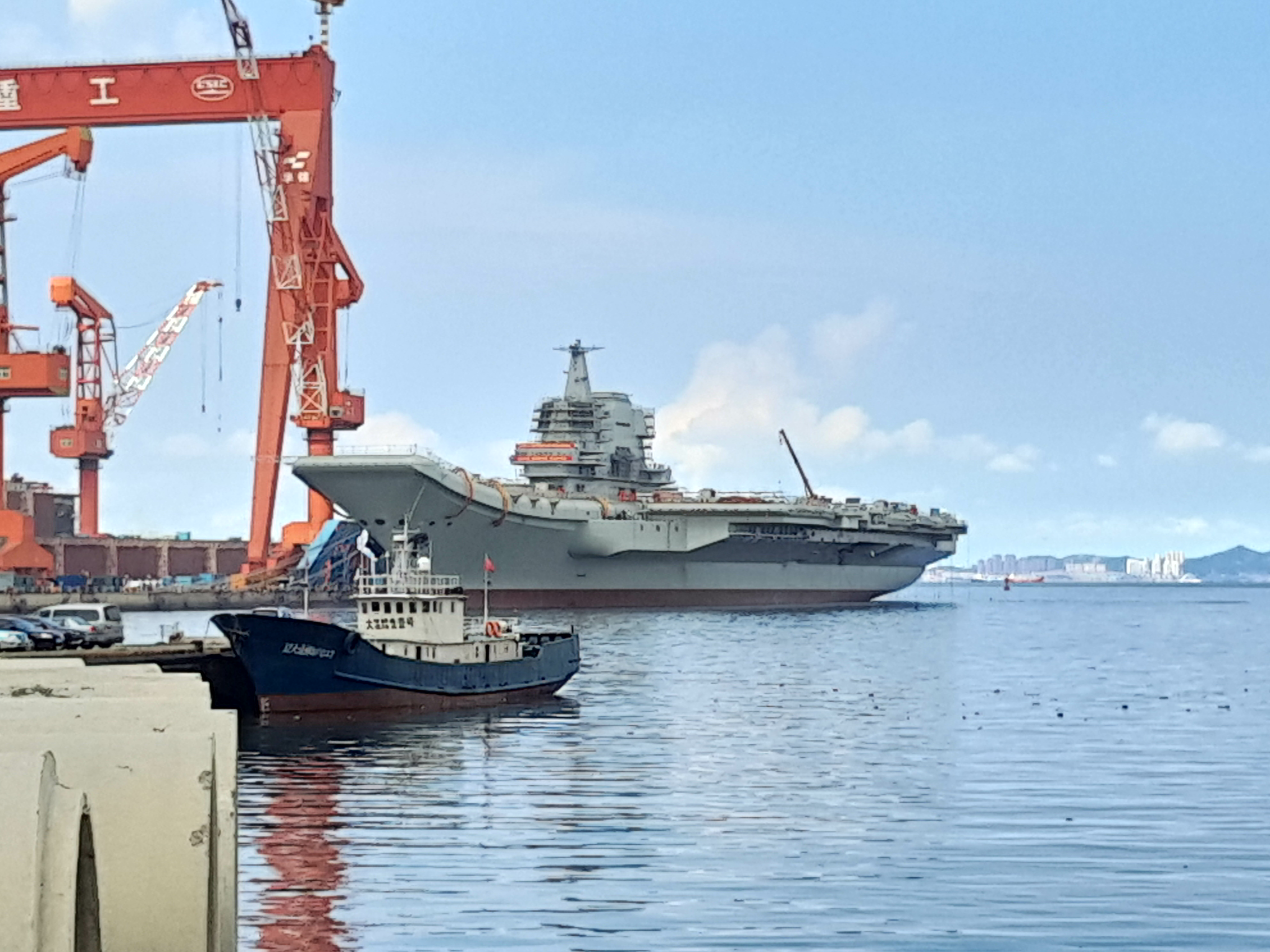
ناو هواپیمابر تایپ ۰۰۱ای

ساختن این هواپیمابر در شرکت صنایع کشتی‌سازی چین در دالیان چین ساخته شده‌است. بنا به گزارش سرویس رسانه‌ای دولتی شین‌هوا، کارهای نخستین بر روی این کشتی در نوامبر ۲۰۱۳ آغاز شد، و سپس ساخت بدنهٔ آن در یک حوض شناور در مارس ۲۰۱۵ پیگیری گردید. دولت چین وجود این ناو را تا هنگامی که ساخت‌وساز آن به خوبی در حال انجام قرار گرفته بود به صورت عمومی تأیید و اعلام نکرد. در ماه مارس ۲۰۱۵ تصاویر ماهواره‌ای ویژه برای دست‌اندرکاران صنعت تجزیه و تحلیل‌گری دفاعی به آن‌ها نشان داد که این ناو هواپیمابر در مراحل اولیهٔ مونتاژ بدنه قرار داشته‌است. تصاویر عمومی از یک بدنه با ویژگی‌های نظامی در کارخانهٔ کشتی سازی دالیان ماه بعد در اینترنت ظاهر گردید. در اکتبر ۲۰۱۵، هنگامی که ساخت‌وساز یک طبقه از آشیانهٔ آن بر روی بدنهٔ ناو آغاز شد نخستین نشانهٔ قطعی نقش این کشتی آشکار گشت. در دسامبر ۲۰۱۵، یک سخنگوی وزارت دفاع چین تأیید کرد که کشتی یک ناو هواپیمابر است، او نیز خاطرنشان کرد که کار طراحی و ساخت‌وساز آن ناو هواپیمابر در راه بوده‌است.
در مهٔ سال ۲۰۱۶، زمانی که نصب سکوی پرش اسکی انجام شد کار ساخت‌و ساز این ناو هواپیمابر به پایان رسید.
جزیرهٔ این کشتی در دو تکه ساخته شده، یکی نیمهٔ جلویی نُه‌عرشه‌ای که شامل پل و دکل اصلی می‌شود که تا سپتامبر همان سال نصب شد و بخش دیگر نیمهٔ عقبیست که شامل قیف و ورودی هواست که در هفته‌های بعد نصب گردید. در پایان سال، کشتی به‌طور قابل ملاحظه‌ای ساختاری کامل بود.
ناو هواپیمابر تایپ ۰۰۱ای در تاریخ ۲۶ آوریل ۲۰۱۷ راه‌اندازی شد. این کشتی قرار است با افزودن اتصالات و انجام کارآزمایی دریایی برای چند سال در حدود سال ۲۰۲۰ راه‌اندازی آن کامل و به کار گرفته‌شود. نام ناو هواپیمابر در مراسم راه‌اندازی آشکار نشد، اگر چه گزارش‌های پیشین بر این باور بودند که این ناو هواپیمابر به دنبال استانی به همین نام شاندونگ خوانده خواهدشد. از آن‌جاکه سلف این ناو؛ ناو لیائونینگ، از سال ۲۰۱۲ تا اندازهٔ زیادی به عنوان یک کشتی آموزشی مورد استفاده قرارگرفته‌است، انتظار می‌رود ناو هواپیمابر تایپ ۰۰۱ای در سرویس منظم عملیاتی نظامی وارد و مورد استفاده قرار گیرد و این می‌تواند در رابطه با افزایش فعالیت چین در دریای چین جنوبی و جاه‌طلبی‌های هسته‌ای کرهٔ شمالی استفاده‌شود.

## طرح‌ریزی

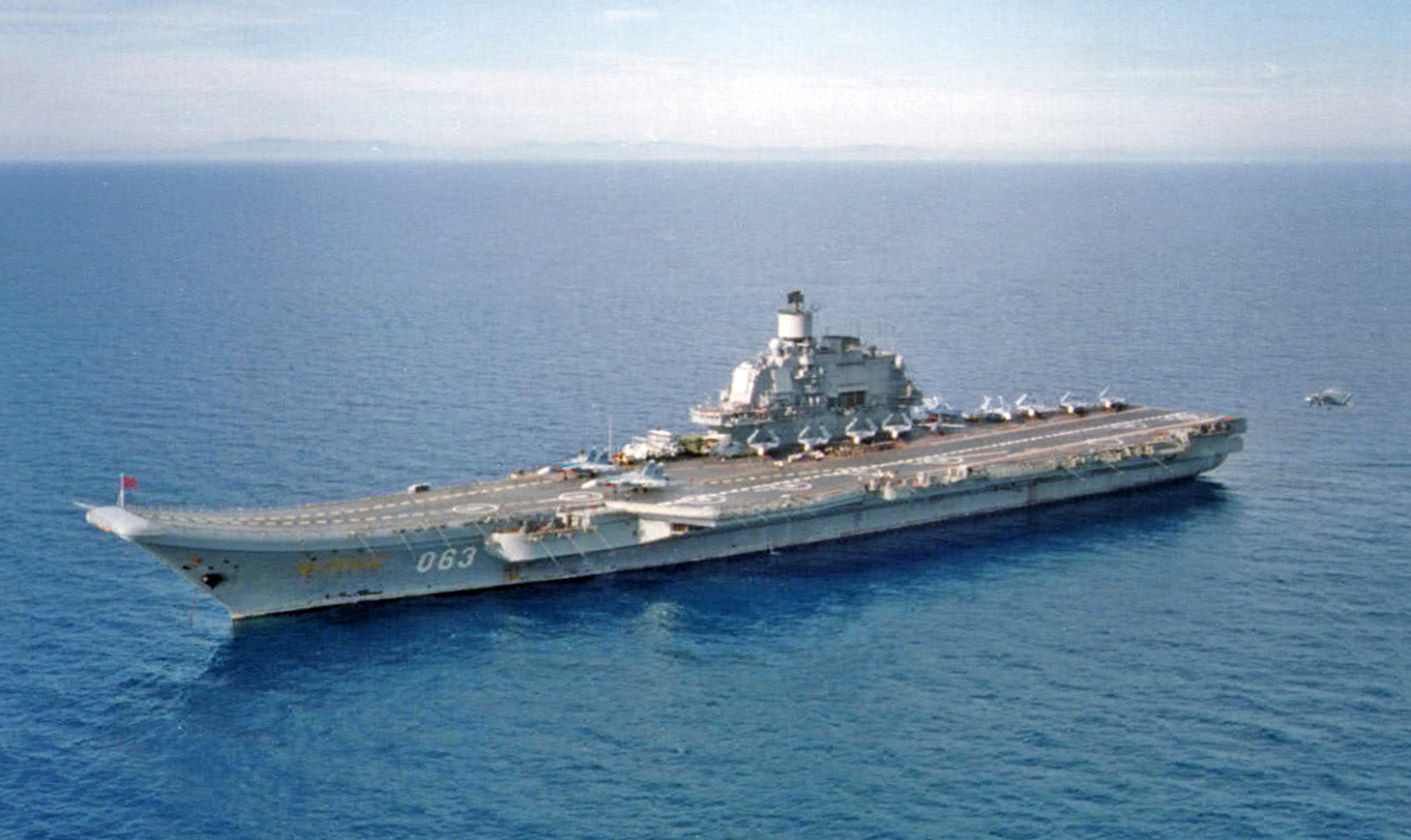
یک ناو هواپیمابر کلاس کوزنتسف

طراحی این ناو هواپیمابر تا مقدار زیادی بر اساس کلاس ناو هواپیمابر کوزنتسف اتحاد جماهیر شوروی است، به عنوان اولین هواپیمابر چین، لیائونینگ، خود با استفاده از یک کشتی نیمه‌تمام کلاس کوزنتسوف، ساخته شد. این بازسازی با اندکی تغییر و به روز رسانی نسبت به لیائونینگ، که با بهبود سیستم رادار آن و افزایش ظرفیت ذخیره‌سازی مهمات و سوخت همراه بوده، امکان می‌دهد که این ناو برای حمل هواپیمای بیش‌تری از لیائونینگ (حدود ۳۰ تا ۴۰ جت و هلیکوپتر) آمادگی پیدا کند. این ناو در حدود ۳۱۵ متر (۱۰۳۳ فوت) درازا، و وزنی در حدود ۵۰٬۰۰۰ تن (۷۰٬۰۰۰ تن بارگیری شده) دارد. گمان بر این است که نیروی مورد نیاز این کشتی توسط دیگ‌های بخار نفت سوز معمولی که توربین‌های بخار را می‌چرخانند تأمین شده‌باشد. برخاستن با اسکی پرش، پروازدهی این ناو را به هلیکوپتر و جنگنده‌های شنیانگ جی-۱۵ محدود می‌سازد؛ انتظار می‌رود در آینده ناوهای هواپیمابر بعدی چینی برای استفاده از پرتاب‌گر منجنیقی که امکان راه‌اندازی هواپیمای‌های سنگین‌تر را داراست استفاده کنند.